# Ultrafiltração
Ultrafiltração (UF) é uma variedade de filtração por membrana na qual forças como gradientes de pressão ou concentração levam a uma separação através de uma membrana semipermeável. Os sólidos suspensos e os solutos de alto peso molecular são retidos no chamado retentado, enquanto a água e os solutos de baixo peso molecular passam através da membrana no permeado (filtrado). Este processo de separação é utilizado na indústria e pesquisa para purificação e concentração de soluções macromoleculares (103–106 Da) especialmente soluções de proteínas.
A ultrafiltração não é fundamentalmente diferente da microfiltração. Ambos são separados com base na exclusão de tamanho ou na captura de partículas. É fundamentalmente diferente da separação de gás por membrana, que separa com base em diferentes quantidades de absorção e diferentes taxas de difusão. As membranas de ultrafiltração são definidas pelo limite de peso molecular da membrana utilizada. A ultrafiltração é aplicada no modo de fluxo cruzado ou sem saída.
As características do processo de um sistema UF são altamente dependentes do tipo de membrana utilizada e sua aplicação.

## Novos desenvolvimentos
A fim de aumentar o ciclo de vida dos sistemas de filtração por membrana, membranas energeticamente eficientes estão sendo desenvolvidas em sistemas de biorreatores de membrana. Foi introduzida uma tecnologia que permite reduzir a potência necessária para arejar a membrana para limpeza, mantendo um alto nível de fluxo. Também foram adotados processos de limpeza mecânica utilizando granulados como alternativa às formas convencionais de limpeza; isso reduz o consumo de energia e também reduz a área necessária para os tanques de filtração.
As propriedades da membrana também foram aprimoradas para reduzir as tendências de incrustação, modificando as propriedades da superfície. Isso pode ser observado na indústria de biotecnologia, onde as superfícies das membranas foram alteradas para reduzir a quantidade de ligação de proteínas. Os módulos de ultrafiltração também foram aprimorados para permitir mais membrana para uma determinada área sem aumentar o risco de incrustação, projetando módulos internos mais eficientes.
O atual pré-tratamento da dessulfonação da água do mar usa módulos de ultrafiltração que foram projetados para suportar altas temperaturas e pressões enquanto ocupam um espaço menor. Cada vaso modular é autossustentável e resistente à corrosão e acomoda fácil remoção e substituição do módulo sem o custo de substituir o próprio vaso.